# Storkyrkan
Storkyrkan (lub Sankt Nicolai kyrka) – luterańska katedra w Sztokholmie w dzielnicy Gamla stan, licząca blisko 700 lat. Katedra ta dla Szwedów ma ogromnie znaczenie, ponieważ w niej odbywają się wszystkie uroczystości dworskie. 
Kościół ma status zabytku sakralnego według rozdz. 4 Kulturminneslagen (pol. Prawo o pamiątkach kultury) ponieważ został wzniesiony do końca 1939 (3 §).

## Historia
Pierwszy kościółek zbudowano w tym miejscu w XIII wieku, prawdopodobnie na życzenie założyciela miasta, jarla Birgera. W 1306 zastąpiła go znacznie większa bazylika św. Mikołaja, którą przez wieki niejednokrotnie przebudowywano.
W okresie późnego baroku dodano królewskie ławy i ambonę, a fasadę zmieniono tak by współgrała z resztą otoczenia Zamku Królewskiego. Na 66-metrowej wieży, dodanej w 1743 roku, wiszą 4 dzwony, z których największy waży 6 ton.

## Zabytki katedry
W katedrze znajduje się kilka bezcennych dzieł sztuki:
- Święty Jerzy ze smokiem (szw. Sankt Göran och draken)– rzeźba odsłonięta w 1489 upamiętniająca zwycięstwo Stena Sture Starszego nad Duńczykami w 1471 roku[2]. Rzeźba autorstwa Bernta Notkego wykonana z drewna dębowego i rogów łosia.
- Sąd Ostateczny – obraz z 1696 roku nieznanego autorstwa.